# Bătălia de la Budapesta
Asediul de la Budapesta sau Bătălia de la Budapesta a fost încercuirea timp de 50 de zile de către forțele sovietice și române a capitalei Ungariei, Budapesta, aproape de sfârșitul celui de-al Doilea Război Mondial. Parte a Ofensivei Budapesta, asediul a început atunci când Budapesta, apărată de trupele maghiare și germane, a fost înconjurată pentru prima dată la 26 decembrie 1944 de Armata Roșie și Armata Română. În timpul asediului, aproximativ 38.000 de civili au murit din cauza foametei sau a acțiunilor militare. Orașul s-a predat necondiționat la 13 februarie 1945. A fost o victorie strategică pentru Aliați în marșul lor către Berlin. A reprezentat una dintre cele mai mari și mai sângeroase bătălii din cadrul celui de-al Doilea Război Mondial, comparabilă cu cea de la Stalingrad, luptele desfășurându-se pentru cucerirea, respectiv apărarea fiecărei străzi sau case în parte.

## Forțele implicate în luptă

### Trupe românești participante la bătălie
Corpul VII al Armatei Române:
- Divizia 2 Infanterie
- Divizia 19 Infanterie
- Divizia 9 Cavalerie